# 里奥尔
里奥尔是德国莱茵兰-普法尔茨州的一个市镇。总面积6.30平方公里，总人口1218人，其中男性601人，女性617人（2011年12月31日），人口密度193人/平方公里。